# Абрамян, Сурен Джангирович
Сурен Джангирович Абрамян (арм. Սուրեն Աբրահամյան, 14 января 1947, Ереван) — армянский государственный деятель.

## Биография
- 1964—1969 — Ереванский политехнический институт. Инженер-кибернетик.
- 1972—1975 — Московскую академию МВД. Юрист-правовед.
- 1970—1972 — служил в Советской армии.
- 1972—1993 — работал в аппарате МВД Армянской ССР от рядового милиционера до заместителя министра.
- 1993—1995 — руководитель аппарата государственного министра по линии программы Сюник—Зангезур.
- 1995—1998 — являлся губернатором (марзпетом) Сюникского марза.
- 1995—1998 — был депутатом парламента. Член постоянной комиссии по обороне, внутренним делам и национальной безопасности. Беспартийный.
- 1998—2002 — был председателем федерации футбола Армении.
- 1998—1999 — был мэром Еревана.
- С июня по октябрь 1999 — министр внутренних дел Армении.
- С 2003 — вступил в оппозиционную партию «Республика».